# Sturefors sluss

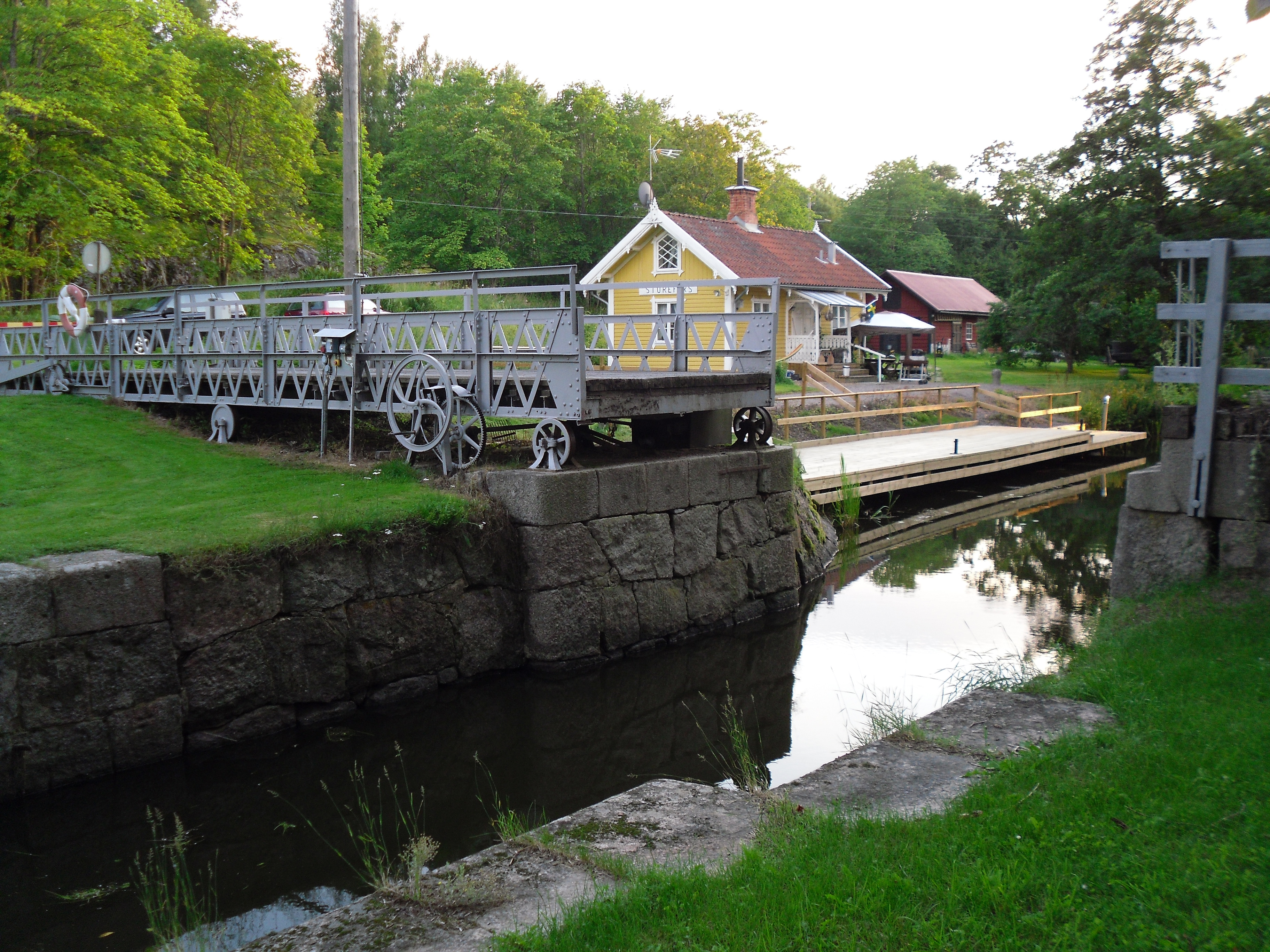
Sturefors sluss

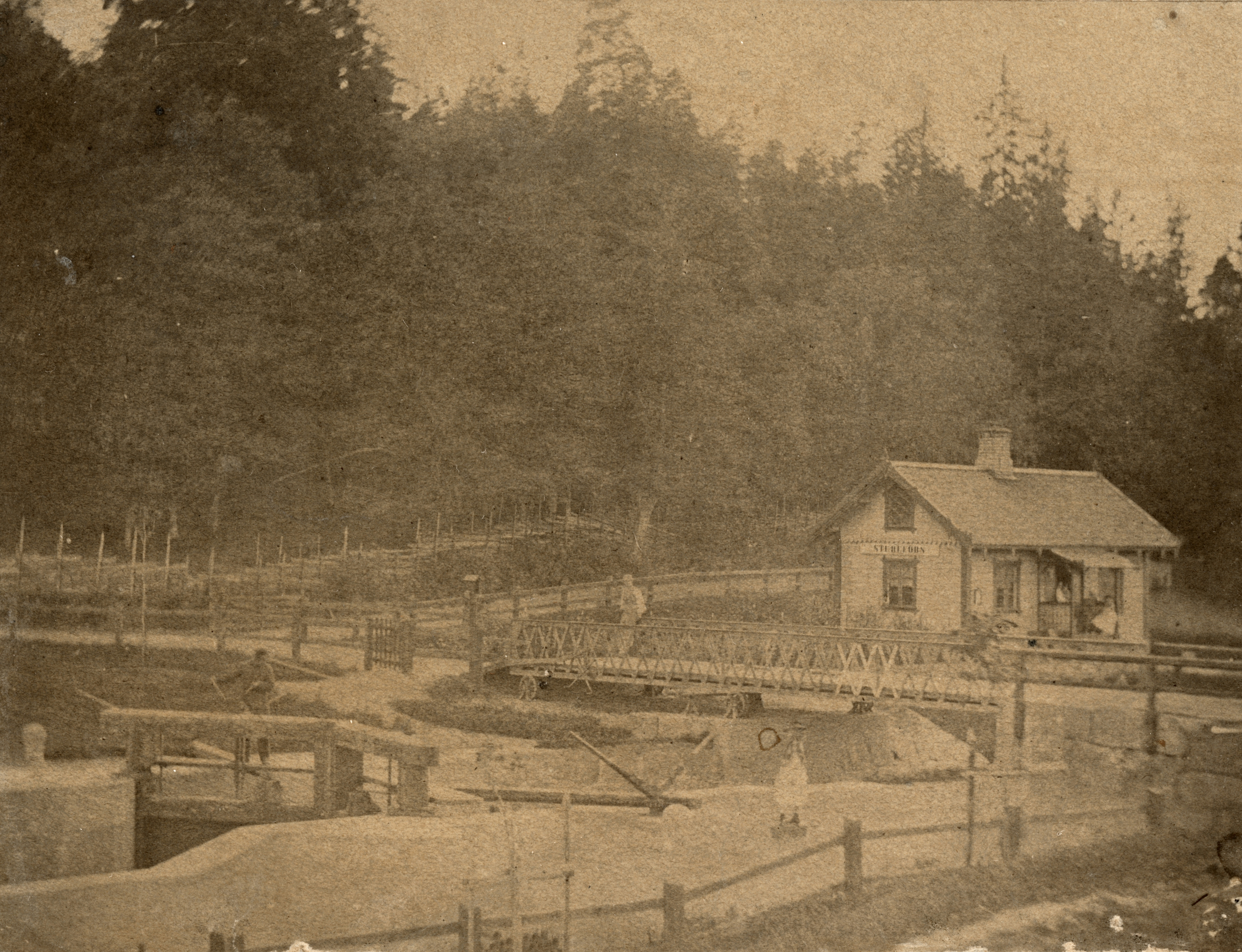
Sturefors sluss, 1871

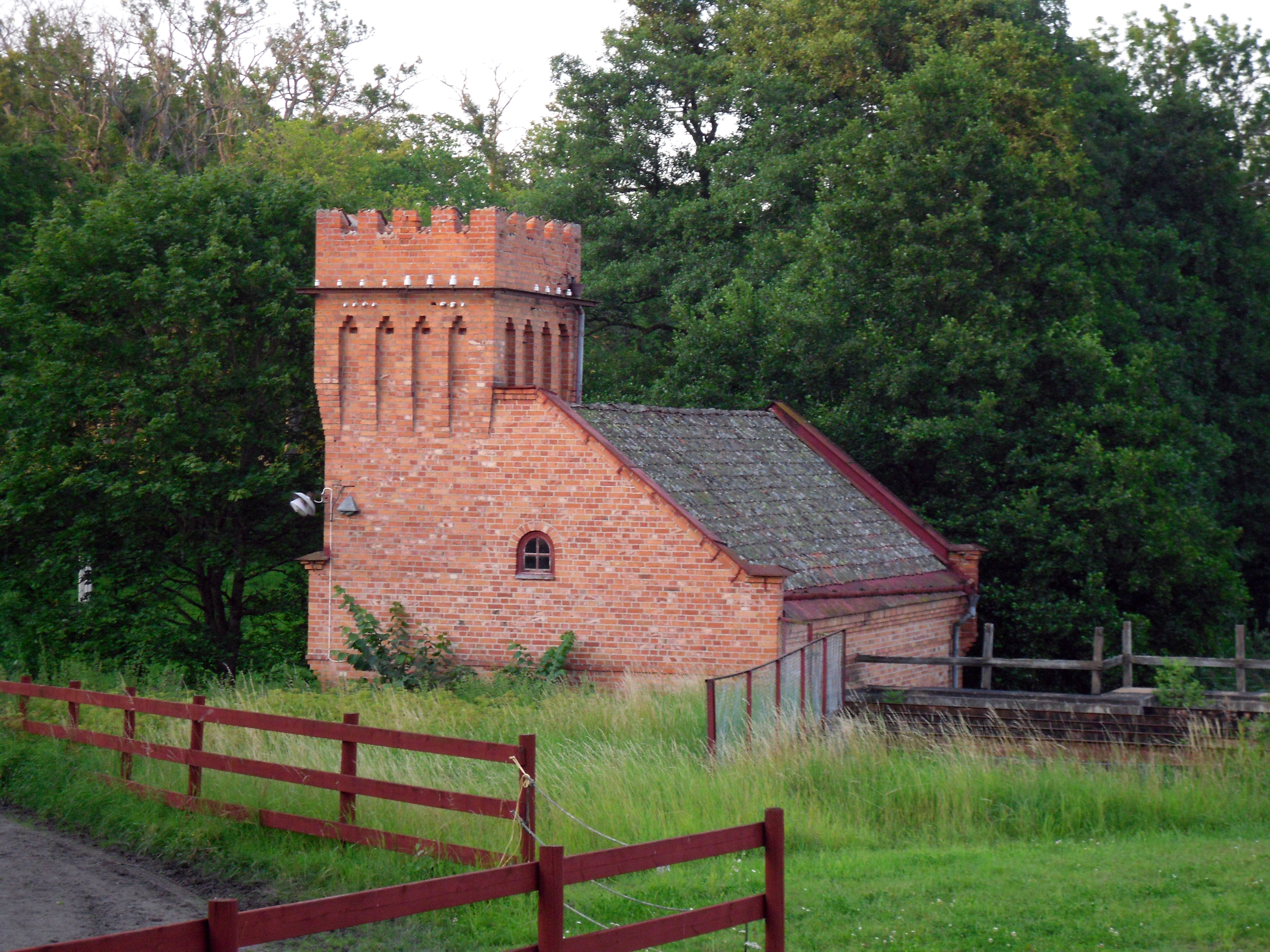
Kraftstationen vid Sturefors slott

Sturefors sluss är en sluss i Kinda kanal nära Sturefors slott i Vists socken i Linköpings kommun och ett par kilometer från tätorten Sturefors. Slussen ligger där Stångån rinner ut i Ärlången och leder båttrafiken mellan Ärlången och Stora Rängen. Höjdskillnaden är 3,2 meter.
Slussen anlades på Sturefors slotts ägor. En timrad slussvaktarbostad i en våning byggdes omedelbart söder om slussen med fasader av gulmålad liggande fasspontpanel. Nära slussen ligger Sturefors slotts engelska park, vilken anlades under 1700-talet med en spegeldamm. Granne med slottsparken finns Sturefors naturreservat med öppna betesmarker, ekhagar och ädellövskog.

## Bron över forsen
Kinda kanal med sluss och en rullbro i stål i Sturefors var färdigbyggd år 1870 och öppnades för regelrätt trafik 1871. Den ursprungliga rullbro i gjutjärn från ön som då uppkom, byggdes om 1930. Trafiksituationen vid Sturefors, med trång bebyggelse vid det norra brofästet, blev med ökade biltrafik så småningom ett problem. År 1961 uppfördes därför en ny bro omkring 100 meter väster om den gamla, och vägen lades om. 
Nuvarande bro över själva forsen är byggd i betong och är från 1928. Den ersatte en träbro med valvbågar av ek från 1863.
Kinda kanal med sluss och rullbro i Sturefors var färdigbyggd år 1870.